# Kapitulacja III Rzeszy
Kapitulacja III Rzeszy – końcowy akcent II wojny światowej w Europie, który nastąpił 8 maja 1945 roku o 22:43 czasu środkowoeuropejskiego, czyli 9 maja o 00:43 według czasu moskiewskiego. Akt wszedł w życie 8 maja 1945 o 23:01 czasu środkowoeuropejskiego, czyli 9 maja o 1:01 czasu moskiewskiego. Dzień wcześniej, 7 maja 1945, podpisano pierwszą kapitulację nazwaną później wstępnym protokołem kapitulacyjnym.

## Przygotowanie do kapitulacji
Na konferencji w Casablance 13 stycznia 1943 roku prezydent USA Franklin Roosevelt jako pierwszy ogłosił, że alianci zaakceptują tylko bezwarunkową kapitulację Rzeszy. Europejska Komisja Doradcza opracowała zaakceptowany przez państwa koalicji antyhitlerowskiej dokument pt. „Warunki kapitulacji Niemiec”.
Po śmierci Adolfa Hitlera (30 kwietnia 1945) nowym kanclerzem Rzeszy został Joseph Goebbels (zastąpiony dzień później przez Ludwiga Schwerina von Krosigka), a prezydentem Karl Dönitz. Utworzył on swój gabinet we Flensburgu. Dönitz, bezpartyjny dowódca Kriegsmarine, starał się przedstawić swój rząd jako apolityczny, jednak ze względu na brak potępienia nazizmu, używanie jego symboli oraz legalność NSDAP Sowieci i Amerykanie nie zmienili swojego stosunku do państwa niemieckiego. W wyniku ofensyw alianckich na początku maja Wehrmacht bronił się już tylko w Meklemburgii, okolicach Hamburga, południowej Bawarii, w oblężonej twierdzy we Wrocławiu, w odciętych francuskich portach La Rochelle i Saint-Nazaire nad Atlantykiem, w Czechach i na Morawach, na Półwyspie Helskim, w północnej Chorwacji i w północnych Włoszech, w Austrii, zachodniej Holandii, Kurlandii, Danii i w południowej Norwegii.

## Pierwsza kapitulacja
7 maja o godzinie 02:41 Niemcy, w jednym ze szkolnych budynków – kwaterze głównej Alianckich Sił Ekspedycyjnych generała Eisenhowera w Reims we Francji – skapitulowały przed przedstawicielami armii USA i Wspólnoty Brytyjskiej oraz Armii Czerwonej. W imieniu aliantów pod aktem kapitulacji (później nazwanym „wstępnym protokołem kapitulacji”) podpisali:
- generał Walter Bedell Smith – przedstawiciel Naczelnego Dowództwa Alianckich Sił Ekspedycyjnych
- generał-major Iwan Susłoparow – przedstawiciel Stawki Najwyższego Naczelnego Dowództwa

Warto podkreślić, że nie wywieszono wówczas flagi francuskiej, a zaproszony w ostatniej chwili francuski generał korpusu armii François Sevez – przedstawiciel gospodarzy był podczas tej ceremonii świadkiem, nie stroną.
Ze strony niemieckiej pod aktem podpisy złożyli:
- generał-pułkownik Alfred Jodl – szef sztabu Naczelnego Dowództwa Wehrmachtu i przedstawiciel Naczelnego Dowództwa Wojsk Lądowych
- major Wilhelm Oxenius – przedstawiciel Naczelnego Dowództwa Lotnictwa
- admirał Hans-Georg von Friedeburg – przedstawiciel Naczelnego Dowództwa Marynarki Wojennej

Delegacja niemiecka działała z upoważnienia Naczelnego Dowódcy Wehrmachtu i prezydenta Rzeszy wielkiego admirała Karla Dönitza.
Akt kapitulacji mówił o zaprzestaniu działań zbrojnych przez wszystkie siły lądowe, morskie i powietrzne będące pod dowództwem niemieckim w dniu 8 maja o godzinie 23:01 czasu środkowoeuropejskiego.

## Ostateczna kapitulacja
Na kategoryczne żądanie Stalina 8 maja (było to o godzinie 23:01, według czasu moskiewskiego nastał już 9 maja, godzina 01:01) w kwaterze marszałka Żukowa, w gmachu szkoły saperów w dzielnicy Karlshorst w Berlinie zorganizowano podpisanie bezwarunkowej kapitulacji Wehrmachtu i innych sił III Rzeszy (z uzupełnieniem w punkcie 2, że kapitulujące wojska zdają broń miejscowym dowódcom koalicji) przed przedstawicielami trzech mocarstw sojuszniczych (Związek Radziecki, Stany Zjednoczone i Wielka Brytania) oraz Francji:
- marszałek Związku Radzieckiego Gieorgij Żukow – przedstawiciel ZSRR
- generał Carl Andrew Spaatz – przedstawiciel USA
- marszałek RAF Arthur Tedder – przedstawiciel Wielkiej Brytanii
- generał armii Jean de Lattre de Tassigny – przedstawiciel Republiki Francuskiej

Gen. de Lattre de Tassigny został wysłany do Berlina przez gen. bryg. Charles de Gaulle, przewodniczącego francuskiego Rządu Tymczasowego. Zagroził on samobójstwem, gdyby odmówiono mu prawa do podpisania dokumentu i wywieszenia francuskiej flagi, a podpisujący akt kapitulacji (Wehrmachtu) w imieniu zwyciężonych Niemiec feldmarszałek Wilhelm Keitel skomentował obecność de Tassigny’ego w ten sposób, że powinien on złożyć podpis po obu stronach – składających i przyjmujących kapitulację. W końcu po protokolarnych przepychankach, miejsce na flagę i podpis (po stronie przyjmujących kapitulację, ale też jako świadek) się znalazło.
Akt kapitulacji podpisali:
- feldmarszałek Wilhelm Keitel – szef Oberkommando der Wehrmacht oraz przedstawiciel Oberkommando des Heeres
- admirał Hans-Georg von Friedeburg – szef Oberkommando der Marine
- generał-pułkownik Hans-Jürgen Stumpff – przedstawiciel Oberkommando der Luftwaffe

Również przy tej kapitulacji delegaci niemieccy, zanim złożyli podpisy, przedłożyli aliantom pełnomocnictwa otrzymane od Naczelnego Dowódcy Wehrmachtu i prezydenta Rzeszy, wielkiego admirała Karla Dönitza.
Pierwsza kapitulacja spisana była w języku angielskim, druga w angielskim, rosyjskim i niemieckim, z zaznaczeniem, że dwa pierwsze są autentyczne. Obie zawierały w punkcie 4 zastrzeżenie, że niniejszy akt kapitulacji nie stanowi przeszkody dla ogólnego dokumentu kapitulacji nałożonego przez Narody Zjednoczone lub w ich imieniu w stosunku do Niemiec i niemieckich sił zbrojnych jako całości i zostanie przez niego zastąpiony, co nie zostało urzeczywistnione.
Przebieg procesu kapitulacji Wehrmachtu wpłynął w zasadniczy sposób na światową politykę w następnych dziesięcioleciach. Francja uzyskała bowiem dzięki temu status czwartego mocarstwa, dostała swoją strefę okupacyjną w Niemczech, w ONZ – stałe miejsce w Radzie Bezpieczeństwa. Mniej natomiast ważnym skutkiem faktu, że ceremonia w Berlinie odbyła się – także ze względu na nieporozumienia wokół osoby de Tassigny’ego – dopiero późnym wieczorem 8 maja. Było to powodem tego, że przez następnych czterdzieści kilka lat świat zachodni obchodził rocznicę zakończenia wojny z hitlerowskimi Niemcami 8 maja, a ZSRR i państwa bloku socjalistycznego (w tym PRL) – 9 maja, ponieważ tego dnia świętowano w 1945 roku, gdyż ceremonia odbyła się w nocy (po północy czasu moskiewskiego).
Jeszcze przez kilka dni po kapitulacji III Rzeszy trwały walki w izolowanych ośrodkach, m.in. niemiecki garnizon w Lorient skapitulował dopiero 10 maja 1945 roku.